# Aleksandar Tišma
Aleksandar Tišma (grafia cirillica: Александар Тишма; Horgoš, 16 gennaio 1924 – Novi Sad, 16 febbraio 2003) è stato uno scrittore serbo.

## Biografia
Aleksandar Tišma nasce a Horgoš, in Voivodina al confine tra Serbia e Ungheria, da padre serbo e madre ungherese di origine ebraica nel 1924.
Compie gli studi a Budapest (dove si era rifugiato per sfuggire allo sterminio degli ebrei a Novi Sad) e Zagabria, per poi laurearsi in Germanistica a Belgrado, dove lavora come giornalista e redattore.
Esordisce nella narrativa nel 1951 con un racconto al quale seguiranno numerosi romanzi e raccolte di poesie. In particolare acquista fama internazionale con la ʿTrilogia di Novi Sadʾ composta da Il libro di Blam, L'uso dell'uomo e Kapò, scritti tra il 1970 e il 1987.
Muore il 16 febbraio 2003 a Novi Sad.

## Opere

### Poesia
- Naseljeni svet (1956)
- Krčma (1961)

### Racconti
- Krivice (1965)
- Nasilje (1965)
- Mrtvi ugao (1973)
- Povratak miru (1977)
- Scuola di empietà (Škola bezbožništva) (1978), Roma, E/O, 1988 ISBN 88-7641-060-0
- Hiljadu i druga noć (1987)

### Romanzi
- Za crnom devojkom (1969)
- Il libro di Blam (Knjiga o Blamu) (1971), Milano, Feltrinelli, 1998 ISBN 88-07-01568-4
- L'uso dell'uomo (Upotreba čoveka) (1976), Milano, Jaca book, 1988 ISBN 88-16-50044-1
- Begunci (1981)
- Vere i zavere (1983)
- Kapò (Kapo) (1987), Rovereto, Zandonai, 2010 ISBN 978-88-95538-39-6
- Široka vrata (1989)
- Pratiche d'amore (Koje volimo) (1990), Milano, Garzanti, 1993 ISBN 88-11-65745-8

### Miscellanea
- Drugde (1969)
- Šta sam govorio (1996)
- Dnevnik (2001)

### Antologie
- Novi Sad, i giorni freddi con Danilo Kiš, Lugano, ADV, 2012 ISBN 978-88-7922-108-5